# Ziad Jaziri
Ziad Jaziri, född 12 juli 1978 i Tunis, Tunisien, är en tunisisk före detta fotbollsspelare. Han debuterade i det tunisiska landslaget 1999 och har sedan dess spelat 64 landskamper. Han spelade bland annat för Étoile Sahel, Gaziantepspor och Troyes AC.